# Honorata Sladky
Honorata Sladky, ps. „Nora”, powszechnie Sladky-Rojanowa lub Rojanowa (ur. 10 stycznia 1889 w Będzinie, zm. 23 września 1957 w Wielkiej Brytanii) – polska działaczka niepodległościowa i społeczna, nauczycielka, porucznik PWSK.

## Życiorys
Urodziła się 10 stycznia 1889 w Będzinie jako córka Jana
Po wybuchu I wojny światowej wstąpiła do Legionów Polskich i służyła jako kurierka I Brygady. Zajmowała się też organizacją wyżywienia, a jej mężem był wtedy por. Jerzy Sladky ps. „Rojan”.
Po odzyskaniu przez Polskę niepodległości w Wojsku Polskim była instruktorką oświatową 1 Dywizji Piechoty Legionów. Sprawowała stanowisko szkoły zawodowej w Równem. Pełniąc funkcję p.o. dyrektorki szkoły zawodowej żeńskiej ZPOK w Równem w 1933 została powołana do składu Okręgowej Komisji Dyscyplinarnej dla Nauczycieli przy Kuratorium Okręgu Szkolnego Łuckiego. Dyrektorką Państwowej Szkoły Zawodowej Żeńskiej pozostawała do końca lat 30. W Równem udzielała się też w Rodzinie Wojskowej. Należała do Związku Pracy Obywatelskiej Kobiet.
W wyborach parlamentarnych w listopadzie 1938 zostały wybrana zastępcą senatora V kadencji z Łucka. Działała w Obozie Zjednoczenia Narodowego i 19 lutego 1939 została wybrana do rady okręgowej OZN w Łucku. Członek Zarządu Okręgu Równe Związku Legionistów Polskich w 1936 roku.
Podczas II wojny światowej był więziona przez władze sowieckie. Po odzyskaniu wolności służyła w Pomocniczej Wojskowej Służby Kobiet. Jako ochotniczka była zastępczynią komendantki PWSK w Teheranie, Władysławy Piechowskiej, a po jej zwolnieniu 26 maja 1942 zastąpiła ją na stanowisku. W PWSK została mianowana na stopień porucznika.
Po wojnie przebywała na emigracji w Wielkiej Brytanii. Należała do Koła Kobiet Żołnierzy PSZ. Zmarła 23 września 1957 i została pochowana na cmentarzu we Wrexham w Walii.

## Odznaczenia
- Krzyż Niepodległości (1937)[16]
- Złoty Krzyż Zasługi (1939)[17][2]
- Srebrny Krzyż Zasługi (1936)[18]